# Kompleks Koguryo grobnica
Kompleks grobnica kraljevstva Koguryo čini 30 pojedinačnih grobnica drevnog kraljevstva Koguryo (hangul: 고구려, hanja: 高句丽) u blizini gradova Pyongyanga i Nampoa u Sjevernoj Koreji.
Ovi arheološki lokaliteti su 2004. godine upisani na UNESCO-ov popis mjesta svjetske baštine u Aziji jer "pružaju jedinstven uvid u svakodnevni život Goguryeo razdoblja" (277. pr. Kr.-668.).
Kraljevstvo Koguryo (Goguryeo) je osnovano na području današnje Sjeverne Koreje i dijelu Mandžurije oko 37. pr. Kr., a glavni grad je prebačen u Pyŏngyang 427. godine. Grobnice su gotovo sve što je ostalo od ove kulture. Postoji preko 10.000 Goguryeo grobnica sveukupno, ali samo ih oko 90 iskopanih, kao što je Anakov grob broj 3., imaju zidne slike. Kompleks Goguryeo grobnica u Sjevernoj Koreji sadrži većinu tih grobnica. Smatra se da je kompleks služio kao mauzolej za kraljeve, kraljice i ostale članove kraljevske obitelji. 
Zidne slike su jakih boja i osim svakodnevnog života pokazuju i korejsku mitologiju tog vremena. Do 2005. godine pronađeno je 70 zidnih slika, uglavnom u dolini rijeke Taedong, u blizini Pyongyanga, te Anakova područja u Južnoj Hwanghae pokrajini, te kod Ji'ana u kineskoj provinciji Jilin.
U svibnju 2006. godine, tijekom rada na Yunfeng rezervoaru, otkriveno je 2.360 pojedinačnih grobnica i ostaci drevnog grada. Među ruševinama drevnog grada je i gradski zid visok 1,5 i 4 metra širok. Desetak grobova je pronađeno u samom gradu.

## Poveznice
- Spomenici drevnog kraljevstva Koguryo - UNESCO-ova svjetska baština u Kini
- Povijest Koreje

## Vanjske poveznice
- l’Ensemble des tombes de Koguryo  Arhivirana inačica izvorne stranice od 25. rujna 2008. (Wayback Machine) (fr.) Preuzeto 17. kolovoza 2011.
- Video na službenim stranicama UNESCO-a
- Galerija fotografija  Arhivirana inačica izvorne stranice od 14. studenoga 2011. (Wayback Machine)

Ostali projekti
|  | Zajednički poslužitelj ima još gradiva o temi Kompleks Koguryo grobnica |